# Sclerophylax caducifructus
Sclerophylax caducifructus là loài thực vật có hoa trong họ Cà. Loài này được Di Fulvio miêu tả khoa học đầu tiên năm 1961.